# Георг V
Георг V (англ. George V, за англійською традицією Джордж V; 3 червня 1865 — 20 січня 1936) — король Великої Британії (1910—1936).

## Біографія
Народився 3 червня 1865 року в Мальборо-хаус (Лондон), другий син принца та принцеси Уельських (пізніше короля Едуарда VII та королеви Олександри). При хрещенні отримав ім'я Георг Фрідріх Ернст Альберт. Його мати є рідною сестрою Марії Федорівни — дружини російського імператора Олександра III та матері останнього російського імператора Миколи II.
Здобув військово-морську освіту та служив на флоті. У 1892 році передчасна смерть старшого брата, герцога Кларенса, зробила його другим у лінії престолонаслідування. Королева Вікторія надала внукові в травні 1892 року титул герцога Йоркського. У липні 1893 року він одружився з принцесою Вюртемберзькою Марією Текською, яка раніше була заручена з його старшим братом. Після смерті королеви в січні 1901 року, як спадкоємець престолу, Георг отримав герцогства Корнуолл в Англії та Ротсей в Шотландії, а 9 листопада 1901 року, після коронації свого батька Едуарда VII, став принцем Уельським. Після смерті Едуарда 6 травня 1910 року Георг був проголошений новим королем та коронувався 22 червня 1911 року у Вестмінстерському абатстві.
Новий король зіткнувся зі складною політичною ситуацією. Палата лордів відкинула бюджет, запропонований палатою громад; остання у відповідь висунула білль про парламент, який істотно обмежував владу палати лордів. На вимогу прем'єр-міністра Герберта Асквіта король був вимушений сприяти ухваленню білля про парламент.

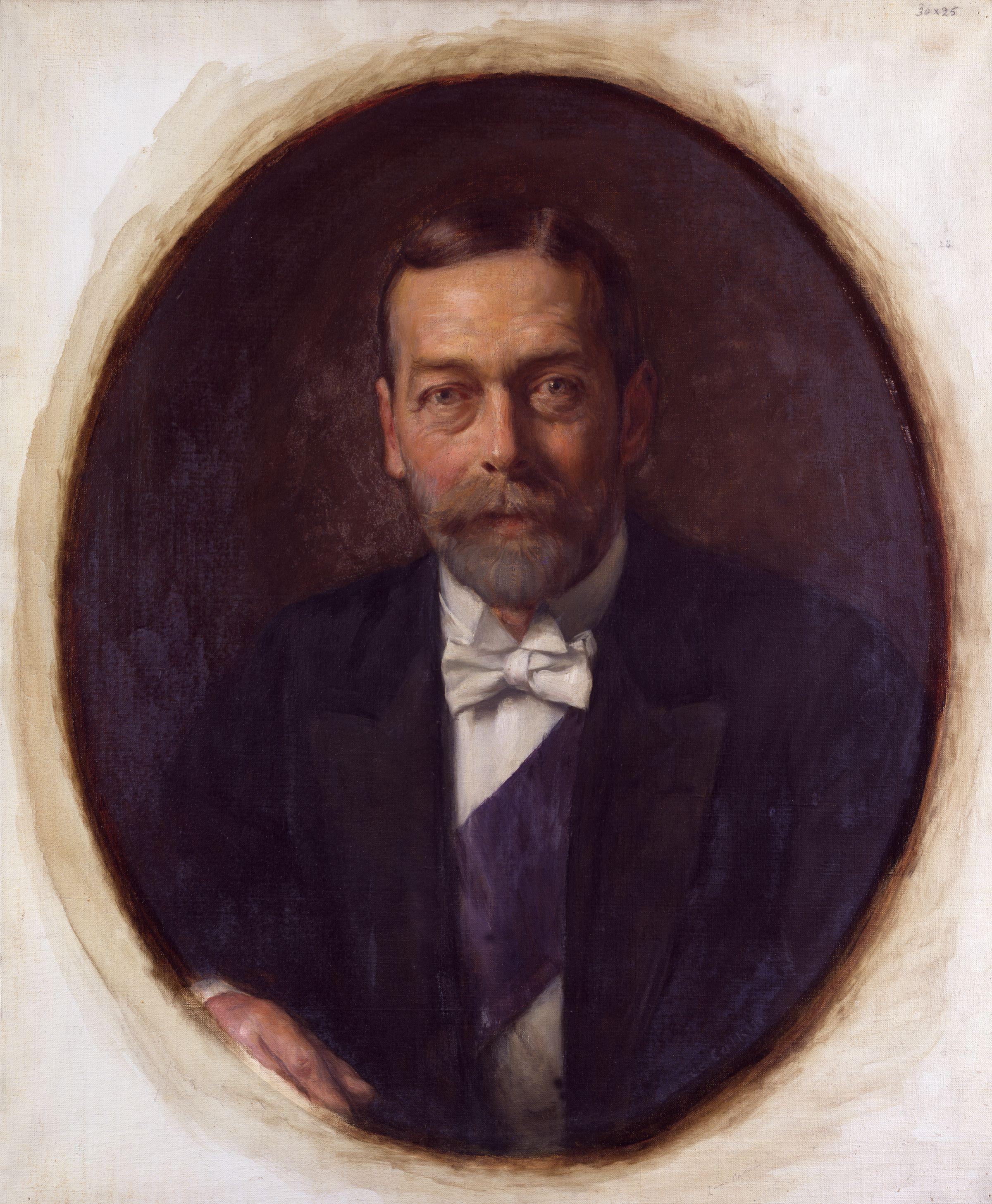
Король Георг V

У часи Першої світової війни Георг V відмовився від всіх особистих та сімейних німецьких титулів та змінив назву королівської династії з Саксен-Кобург-Готської на Віндзорську.
При ньому був прийнятий Вестмінстерський статут 1931 року, який урегулював правове положення домініонів та їхні взаємини з Великою Британією.
Помер Георг V у Сандрінґемі 20 січня 1936 року.

## Вшанування
В ознаменування 25-річчя правління Георга V (1935) було підготовлено пам'ятні медалі, ювілейні монети та поштові марки, а також знято документальний фільм «Королівська марка».
Наступного дня після смерті Георга V німецький композитор Пауль Гіндеміт написав «Траурну музику» для альта та струнного оркестру, присвячену пам'яті монарха.

## Діти
Діти Георга V та Марії Текської:
- Едуард VIII (23 червня 1894 — 28 травня 1972), герцог Віндзорський, відмовився від прав на престол через морганатичний шлюб з Волліс Сімпсон;
- Георг VI (14 грудня 1895 — 6 лютого 1952), король Великої Британії (1936—1952), в 1923 одружився з Єлизаветою Боуз-Лайон;
- Марія (25 квітня 1897 — 28 травня 1965), королівська принцеса, була одружена з Генрі Ласеллсом, 6-м графом Гарвуда;
- Генрі (31 березня 1900 — 10 червня 1974), герцог Глостерський, був одружений з леді Алісі Монтегю-Дуглас-Скотт;
- Георг (20 грудня 1902 — 25 серпня 1942), герцог Кент, був одружений з Мариною, принцесою Грецькою та Данською;
- Джон Віндзор (12 липня 1905 — 18 січня 1919), помер від епілепсії.

## Військові звання
- Британський фельдмаршал та адмірал флоту (6 травня 1910)
- Прусський генерал-фельдмаршал (16 травня 1911)
- Почесний данський адмірал (25 травня 1910)
- Російський адмірал (1910)
- Німецький адмірал (27 січня 1901)
- Шведський адмірал
- Іспанський генерал-капітан
- Почесний сіамський (таїландський) генерал
- Маршал Японії (28 жовтня 1918)

## Нагороди
- Орден Підв'язки 4 серпня 1884
- Орден Будяка 5 липня 1893
- Орден Святого Патріка 20 серпня 1897
- Орден Святого Михайла і Святого Георгія 9 березня 1901
- Орден Зірки Індії 28 вересня 1905
- Орден Індійської імперії 28 вересня 1905
- Королівський Вікторіанський орден 30 червня 1897
- Орден Імперської служби 31 березня 1903
- Таємний Радник 18 липня 1894